# اوریول بوسکتس
اوریول بوسکتس (انگلیسی: Oriol Busquets؛ زادهٔ ۲۰ ژانویهٔ ۱۹۹۹) بازیکن فوتبال، حرفه‌ای اهل اسپانیا است، که به عنوان هافبک دفاعی برای باشگاه فوتبال کلرمون فوت در لیگ ۱ بازی می‌کند.

## زندگی حرفه‌ای
بوسکتس که در سانت فلیو د گیکسلس، خیرونا، کاتالونیا به دنیا آمد، در سال ۲۰۰۷ در سن ۸ سالگی، پس از یک آزمایش موفقیت‌آمیز، به جوانان باشگاه فوتبال بارسلونا پیوست.
وی همچنین در تیم‌های ملی فوتبال زیر ۱۶ سال اسپانیا، زیر ۱۷ سال اسپانیا، زیر ۱۸ سال اسپانیا، زیر ۱۹ سال اسپانیا، و زیر ۲۱ سال اسپانیا بازی کرده‌است.